# 천공 카드

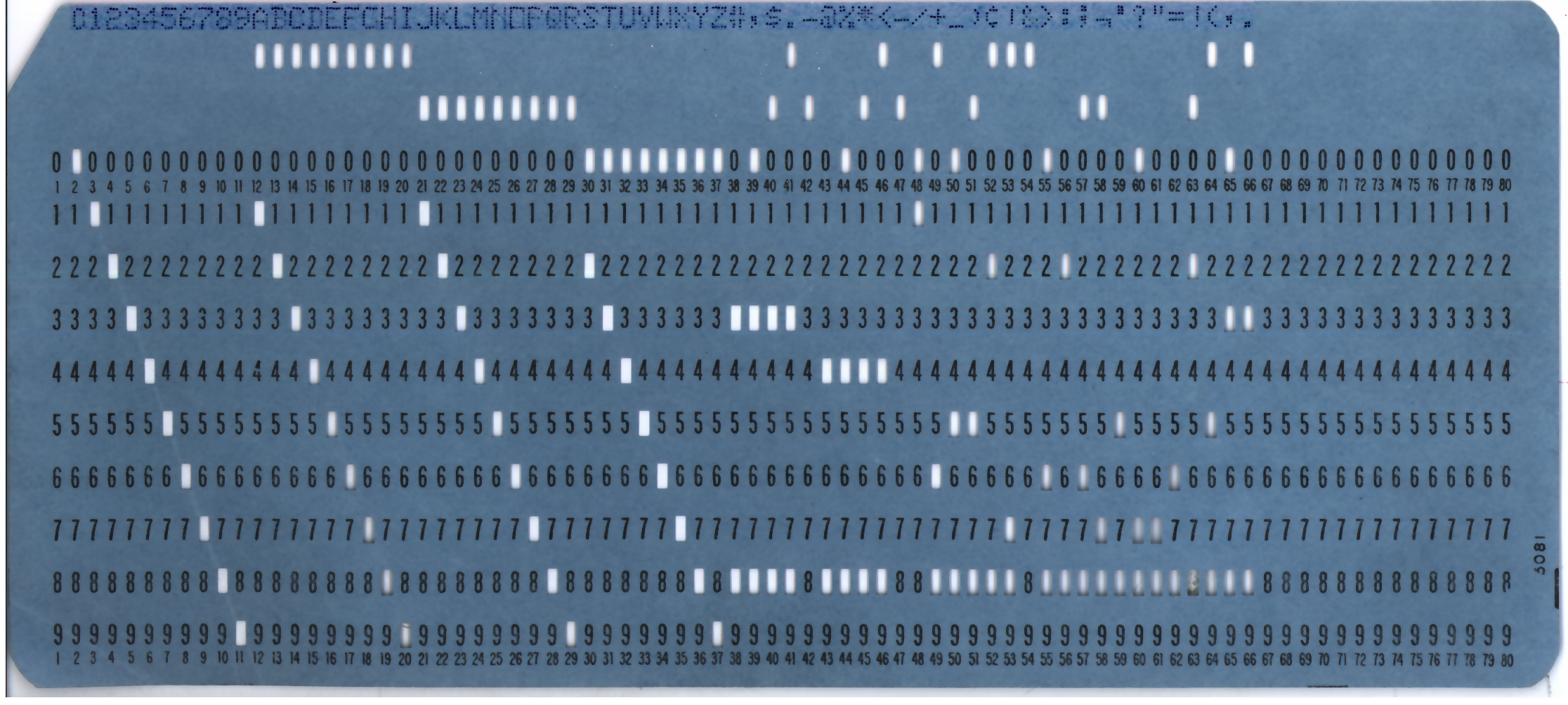

천공 카드(穿孔-, punched card)는 데이터를 표현하기 위해 규칙에 따라 직사각형 모양의 구멍을 뚫어 사용하는 종이 카드로서 초기의 저장매체이다. 천공 위치에 구멍을 뚫거나 뚫지 않음으로서 하나의 비트를 나타날 수 있다.
초기의 디지털 컴퓨터는 천공 카드를 키펀치 기기에 대한 오프라인 자료 기입을 취하는 컴퓨터 프로그램과 데이터를 위한 주된 매개체로 사용하였다. 일부 투표 기기에서도 천공 카드를 사용한다.
표준 천공 카드의 크기는 가로 187.32mm, 세로 82.5mm이며, 천공 위치는 가로 80자리, 세로 12자리가 있다.

## 역사

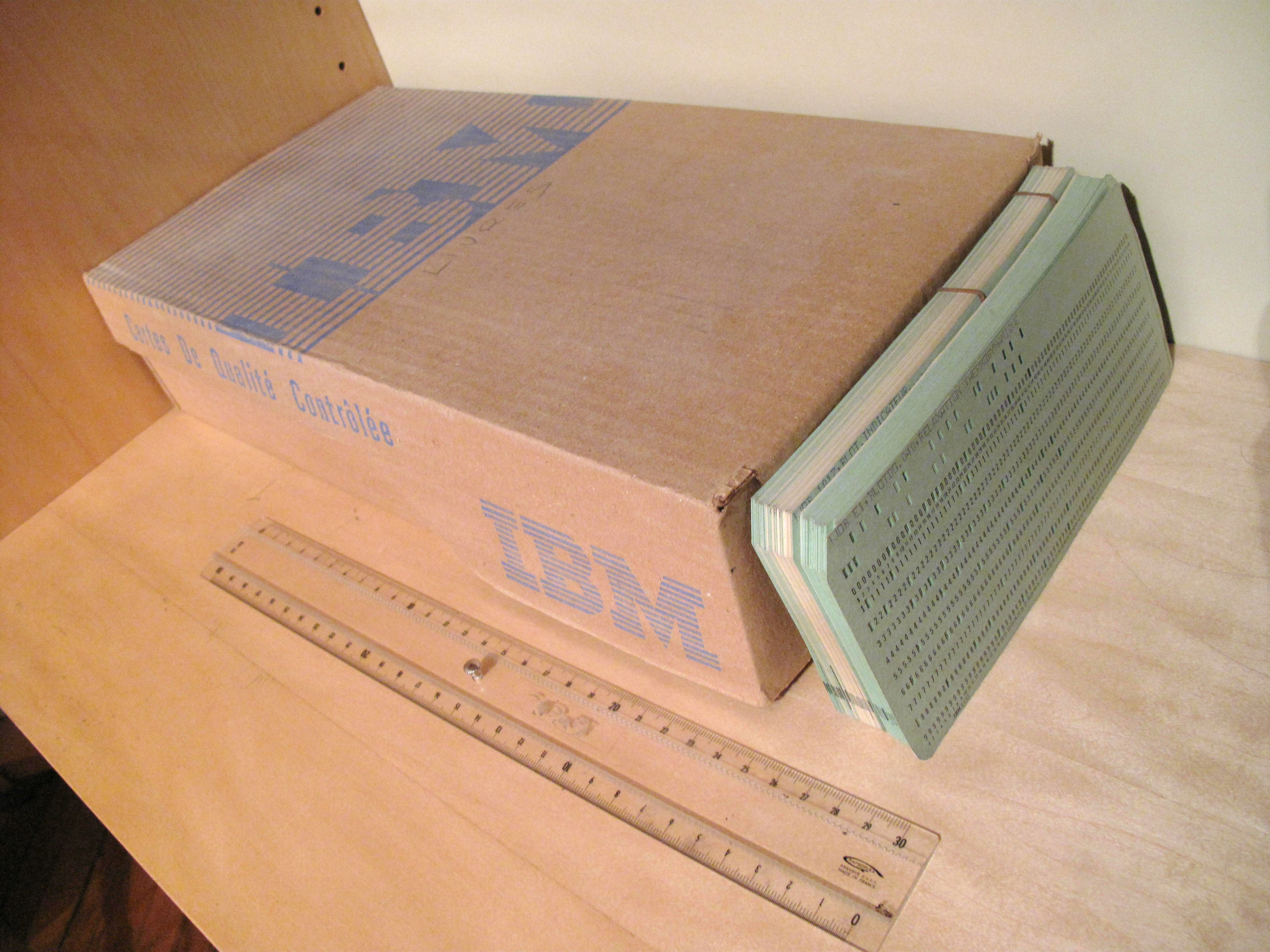
IBM의 천공카드 뭉치.

천공 카드는 1725년 즈음에 바실 부숑과 장바티스트 팔콩이 더 튼튼한 형태의 천공 종이말이로서 처음 사용하였고 나중에 프랑스에서 직기를 제어하는 데 이용하였다. 이 기술은 1801년에 조제프 마리 자카드(Joseph Marie Jacquard)가 그의 자카드식 직조기에서 크게 개선하였다.
찰스 배비지는 천공 카드 이용의 개념을 그가 설계하였던 공학용 계산기를 제어하는 한 방법으로 생각하고 착수하였다.
허먼 홀러리스(Herman Hollerith)는 매체에 자료를 기록하여 기기가 이를 읽을 수 있게끔 하는 방식을 발명하였다.
1900년대에서 1950년대에 이르기까지 천공 카드는 자료 기입, 자료 기억 등을 위한 주된 매개체였다.
오늘날 천공 카드는 거의 쓰이지 않으며 (일부 오래된 시스템이나 오래된 전문 응용 프로그램 쪽을 제외하고) 다른 기억 매체가 이를 대체하였다.

## 표준
- ANSI INCITS 21-1967 (R2002), Rectangular Holes in Twelve-Row Punched Cards (ANSI X3.21-1967 (R1997)): 12개 열 3-1/4 인치 너비의 천공 카드의 크기와 위치를 정의하고 있다.
- ANSI X3.11 - 1990: 정보 처리를 위한 일반 목적의 종이 카드의 ANSI 규격
- ANSI X3.26 - 1980/R1991): 홀러리스식 천공 카드 부호(Hollerith Punched Card Code)
- ISO 1681:1973 정보 처리 - 천공되지 않은 종이 카드 - 규격
- ISO 6586:1980 자료 처리 - ISO 7비트/8비트 부호 문자 집합을 진공 카드에 추가. 12열 천공 카드에 7비트/8비트 결합뿐 아니라 천공 카드에 대한 ISO 7비트/8비트 문자 집합을 정의한다. 홀러리스 부호로부터 비롯하였고 이 부호와 호환되면서 기존의 천공 카드 파일과의 호환성을 보증한다.

## 같이 보기
- 천공 테이프